# Joël Robuchon

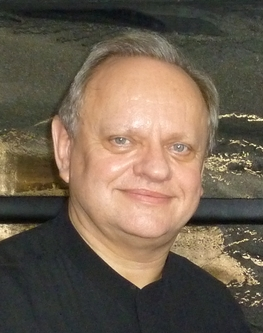
Joël Robuchon (2010)

Joël Robuchon (* 7. April 1945 in Poitiers; † 6. August 2018 in Genf) war ein französischer Koch und Gastronom. Er trug als einer von wenigen Köchen den Titel „Koch des Jahrhunderts“. Seine Restaurants waren 2016 mit insgesamt 30 Michelin-Sternen ausgezeichnet. Robuchons Restaurants sind damit vor Alain Ducasse mit den meisten Michelin-Sternen ausgezeichnet. Darüber hinaus wurde er durch seine Buchveröffentlichungen und Auftritte in Fernsehsendungen bekannt.

## Leben
Joël Robuchon begann seine Ausbildung zum Koch 1960 im Restaurant Relais de Poitiers. 1974 wurde er als Küchenchef im Hôtel Concorde Lafayette in Paris berufen. 1976 wurde er als „Bester Handwerkskünstler Frankreichs“ (Meilleur Ouvrier de France) ausgezeichnet. 1978 wechselte er als Restaurantchef (Chef-Directeur) zum Les Célébrités im Hôtel Nikko in Paris.
1981 gründete er sein erstes eigenes Restaurant, das Jamin in Paris, das 1984 drei Sterne, die höchste Auszeichnung im Guide Michelin, erhielt. Er führte dieses Restaurant bis 1993 und übergab es dann einem Nachfolger. 1989 war die Gründung des 2004 aufgegebenen Château Restaurant Taillevent-Robuchon in Tokio der Auftakt zum Aufbau einer weltweiten Kette von Restaurants der Spitzengastronomie. Es folgten 1994 bis 1996 das Restaurant Joël Robuchon in Paris und 2001 das Restaurant Robuchon à Galera im Hôtel Lisboa in Macau, das 2011 in Robuchon au Dôme umbenannt wurde. Vom Guide Michelin erhielt es 3 Sterne und gilt manchen Kritikern zufolge als bestes Restaurant in Robuchons Portfolio.
Ein etwas anderes Bewirtungskonzept verfolgen die Ateliers de Joël Robuchon: Hier werden Speisen mit dem Anspruch auf gastronomische Spitzenqualität zu etwas moderateren Preisen an langen Bartheken serviert. 2003 eröffneten die ersten beiden dieser Ateliers in Paris und Tokio. 2004 eröffneten das Château Restaurant de Joël Robuchon in Tokio, das Restaurant Joël Robuchon im Hôtel Métropole in Monaco, La Table de Joël Robuchon in Paris und Tokio und das Café de Joël Robuchon in Tokio. 2005 und 2006 folgten weitere sechs Restaurants: Ein Restaurant und ein Atelier im Hotel MGM Grand in Las Vegas, ein Atelier im Hotel Four Seasons in New York City, ein Atelier sowie La Cuisine de Joël Robuchon in London und ein Atelier in Hongkong. 
Ab 1987 kamen eine Reihe von Tätigkeiten als Berater hinzu: zunächst als technischer Berater beim Lebensmittelhersteller Fleury Michon, 1991–2005 als Präsident der Section Cuisine des Wettbewerbs Meilleurs ouvriers de France, 1992–2001 als Chefberater des Restaurants Laurent in Paris, 1996 als Berater des Markenherstellers Reflet de France, 1996–2004 als Chefberater des Restaurant L’Astor in Paris und 2000 als Berater des Café Legal in Paris. Zu seinen bekanntesten Gerichten gehörte ein mit viel Butter zubereitetes Kartoffelpüree, ein Kaviargelee mit Blumenkohlcreme und eine Trüffeltorte.

## Auftritte im Fernsehen
Von 1996 bis 1999 moderierte Robuchon gemeinsam mit Guy Job Cuisinez comme un grand chef (Kochen wie ein großer Küchenchef): eine tägliche Sendung auf TF1, in der von Woche zu Woche ein anderer Küchenchef vorgestellt wurde, der dem Publikum seine Rezepte und seine technischen Kniffe nahebrachte. Von 2000 bis 2008 präsentierte er auf France 3 die Sendung Bon appétit. Von 2000 bis 2004 war er beim Spezialsender Gourmet TV an mehr als 1000 Sendestunden beteiligt, die sich der Förderung regionaler Produkte widmeten.

## Auszeichnungen
1990 wurde ihm vom Gault-Millau der Titel „Koch des Jahrhunderts“ verliehen, den außer ihm nur Paul Bocuse, Frédy Girardet und Eckart Witzigmann erhielten. 2013 erhielt er den Eckart-Witzigmann-Preis für große Kochkunst.

## Publikationen (Auswahl)
- Tout Robuchon. Perrin, Paris, 2007 ISBN 978-2-262-02716-2 (französisch)
- The Complete Robuchon. New York 2008: Grub Street. ISBN 978-1-906502-22-5 (englisch)
- Le Meilleur et le plus simple de Robuchon. Paris 1999: LGF. ISBN 978-2-253-08200-2.
- Les dimanches de Joël Robuchon. Paris 1999: La Chêne. ISBN 978-2-84277-214-7.
- Le Meilleur et le plus simple de la pomme de terre. Paris 1999: LGF. ISBN 978-2-253-08159-3.
- mit Guy Job: Les Recettes des grands chefs : Desserts. Le Livre de Poche, Paris, 2004. ISBN 978-2-253-16616-0
- mit Nadia Volf: Food and Life.  Assouline, New York, 2014. ISBN 978-1-614-28264-8